# Australomimetus pseudomaculosus
Australomimetus pseudomaculosus är en spindelart som beskrevs av Stefan Heimer 1986. Australomimetus pseudomaculosus ingår i släktet Australomimetus och familjen kaparspindlar. Inga underarter finns listade.